# SOLiVE スター
『SOLiVE スター』（ソライブ スター）は、ウェザーニューズ (WNI) が2010年8月12日から2018年1月3日まで、ウェザーニューズの気象情報番組「SOLiVE24」で放送していた生放送の特別番組である。2009年8月12日 - 13日のペルセウス座流星群はSOLiVE24の各番組内で、2010年1月4日のしぶんぎ座流星群観測までは、『weathernews LiVE』の番組内で放送していた。本稿ではそれらの放送についても、併せて記述する。

## 概要
流星群の観測が期待できる際に、全国各地にウェザーニューズ社員による中継リポーター を派遣し、番組全編で夜空の模様を生中継する。千葉県千葉市美浜区の幕張テクノガーデンB館2階にある、ウェザーニューズ・グローバルセンター内WNI SITEのBスタジオ（クロマキースタジオ）から番組を進行する。スタジオ（合成映像）の背景がサッカースタジアムとなっている為、通称「ロマンチックスタジアム」と呼ばれている。
weathernews LiVE時代は2009年10月27日 - 28日はオリオン座流星群、11月17日 - 18日はしし座流星群、12月14日 - 15日はふたご座流星群、2010年1月3日 - 4日はしぶんぎ座流星群、『SOLiVE スター』が始まってからは2010年8月12日 - 13日はペルセウス座流星群 ならびに同年10月21日 - 22日はオリオン座流星群、同年11月17日 - 18日はしし座流星群、同年12月14日 - 15日はふたご座流星群、2011年8月12日 - 13日はペルセウス座流星群、同年10月21日 - 22日はオリオン座流星群 の模様を全国7箇所から生中継した。
2011年1月3日 - 4日に放送のしぶんぎ座流星群中継は流星中継企画初の海外からも観測中継を実施。国内4箇所・海外3箇所から生中継した
元々は、ウェザーニューズ社員の磯谷英志が流星中継企画を立案し、2009年8月12日 - 13日にピークを迎えていた、ペルセウス座流星群の際に千葉県の九十九里浜から1人だけで中継を行った。当時は流星中継の特別番組もなく、本放送時は流星をテレビカメラに捉える事は出来なかったが、中継の準備中に流星を捉える事に成功。視聴者から好評だった事や本放送時は流星をテレビカメラに捉える事が出来なかったリベンジ挑戦目的もあり、2009年10月27日 - 28日にピークを迎えていた、オリオン座流星群から本格的に流星中継に取り組む事になった。
なお、2010年8月12日 - 13日にピークを迎えるペルセウス座流星群 ならびに同年10月21日 - 22日にピークを迎えるオリオン座流星群 に関しては台風や大雨に関する特別番組を放送する関係上、ウェザーニューズの特設サイトにて放送した（後述）。
また、オープニングに対しても通常編成時の放送と当番組で異なり、weathernews LiVEで放送（2009年10月27日 - 2010年1月4日）の際は、weathernews LiVEのオープニングタイトルアニメーションをそのまま使用し、2010年4月5日に番組改編を実施し、全番組名が『SOLiVE ○○（番組名）』となった事に対し、2010年8月のペルセウス座流星群以降は、当番組タイトルに変更となり、オープニングタイトルアニメーションも一新された。なお、2010年11月のしし座流星群の際は、この放送直前の同年11月15日、全番組のオープニングタイトルアニメーションが変更されたことを受け、アナログ時計のアニメーションと今までのオープニングタイトルアニメーションを重ね合わせたものを使用した。2010年12月14日 - 15日放送のふたご座流星群（2010年）中継から、正式にオープニングが全面変更された。文字表記は藍色と青色のグラデーションカラー、四角枠内は流星を描いたデザインとなっている。また2012年10月の放送からは、9月の他番組のオープニングリニューアルに合わせて新しいオープニングとなっている。
また、毎回中継場所になっている、小岩井農場からスタジオに飲むヨーグルトの差し入れがあり、番組の中盤で試飲する(バシはほぼ一気飲み)事が恒例となっている。
なお、WEB特設サイトをメインとして、ソラマドアプリやBS910ではサブとして放送。緊急地震速報が発表される場合は放送を中断し、特設サイトでは続行される。
2012年10月以降の放送では、ニコニコ生放送でも同時放送が行われている。
なお、2012年以降は流星群以外の何らかの天体現象（5月21日の金環日食特番・8月14日の金星食特番）が起きる場合にもこのタイトルで放送されているが、番組フォーマットは流星群による放送時とは異なる。本項では、その日に該当する天体現象の放送日と中継場所も併せて記述する。
2014年8月12日の特番には女優の足立梨花がゲスト出演した。
2018年4月16日に「SOLiVE24」から「ウェザーニュースLiVE」にリニューアルされたが、8月13日には「スター」として、12月13日には「SOLiVE スター」として放送。

### 番組独自の規則（ルール）
- 中継中にカメラに流星を捕える事が出来たら「ゴール」と見なされる。(微妙な場合はリプレイ判定されることもある。)
- 流星では無い物を流星と誤認、または流星以外の物に対しては正式なゴールとしては認められない。
- また、各々与えられている中継時間の中で流星を捕えなければ基本的にはゴールとして認められない為、会話などで繋ぎ中継時間を伸ばそうとする遅延行為を行った者に対しては、イエローカードが出されるなどのペナルティーが科せられる。また、その行為を2度実施したり、スタジオ側で中継スタッフの行き過ぎた行為などが判断された場合は瞬時にレッドカードとなり、イエローカード以上に重いペナルティーが科せられる事になる。

上記の様にサッカーに置き換えられたルールとなっている。但し、「全てのルールは、試合途中で変更される場合があります。」と付記するのがお約束となっている。

## 出演者
キャスター
- バシ（石橋知博）※[注 1]
  - ウェザーニューズ取締役・株式会社ウィズステーション代表取締役。元『weathernews LiVE』月 - 金曜キャスター

(2011年8月12日実施のペルセウス座流星群中継は木島由利香、2012年12月13日実施のふたご座流星群、2013年8月12日実施のペルセウス座流星群、同年11月17日実施のしし座流星群、同年12月14日実施のふたご座流星群は福嶋貫太郎がそれぞれ担当)
- WEATHEROID Type A Airi
- 中継リポーター7人 (通称「ロマンチックセブン」)
  - 毎回7人のウェザーニューズ社員が各地に出向き、流星を中継する。詳しくは、中継地点を参照。

金星食特番（2012年8月）のみ
- いそやん（磯谷英志）
- 「ヴィーナス」（根来武志）

(SOLiVE スター直前特別番組)

## 放送日
※放送時間は基本的に観測当日の23時 - 翌日1時、『SOLiVE ナイト』（旧『weathernews LiVE』）と同枠での放送となっている。2012年以降、流星群以外の天体現象についての放送日も本項で記述する。
また、2012年シーズンのペルセウス座流星群（8月12日）は、ピーク時間の関係で『SOLiVE ムーン』の枠（20時 - 23時）に放送され、そのうち20時 - 21時は「SOLiVE スター直前特別番組」に充てられた。以降は、「SOLiVE スター直前特別番組」を本番組放送前の1時間の枠を使い、中継場所とスタメン紹介をそちらに移動して行なう形にしている。

### 流星特別番組 → weathernews LiVE(2009年10月より)

#### 2009-10シーズン
- ペルセウス座流星群
  - 放送日 2009年8月12日 - 13日[10]
- オリオン座流星群
  - 放送日 2009年10月27日 - 28日
- しし座流星群
  - 放送日 2009年11月17日 - 18日
- ふたご座流星群
  - 放送日　2009年12月14日 - 15日
- しぶんぎ座流星群
  - 放送日 2010年1月3日 - 4日

### 『SOLiVE スター』

#### 2010-11シーズン
- ペルセウス座流星群
  - 放送日 2010年8月12日 - 13日
- オリオン座流星群
  - 放送日 2010年10月21日 - 22日
- しし座流星群
  - 放送日 2010年11月17日 - 18日
- ふたご座流星群
  - 放送日 2010年12月14日 - 15日[注 17][12]
- しぶんぎ座流星群
  - 放送日 2011年1月3日 - 4日[注 18]

#### 2011-12シーズン
- ペルセウス座流星群
  - 放送日 2011年8月12日 - 13日[注 19]
- オリオン座流星群
  - 放送日 2011年10月21日 - 22日[注 20]
- しし座流星群
  - 放送日 2011年11月17日 - 18日[注 21]
- ふたご座流星群
  - 放送日 2011年12月14日 - 15日[注 22]
- しぶんぎ座流星群
  - 放送日 2012年1月3日 - 4日[注 23]

#### 2012-13シーズン
- ペルセウス座流星群
  - 放送日 2012年8月12日 21時 - 23時[注 24]
- オリオン座流星群
  - 放送日 2012年10月21日 - 22日 22時 - 1時[注 25]
- しし座流星群
  - 放送日 2012年11月17日 - 18日 22時 - 1時[注 26]
- ふたご座流星群
  - 放送日 2012年12月13日 - 14日[注 27]
- しぶんぎ座流星群
  - 放送日 2013年1月3日[注 28]

#### 2013-14シーズン
- ペルセウス座流星群
  - 放送日 2013年8月12日 21時 - 23時[注 29]
- オリオン座流星群
  - 放送日 2013年10月21日 - 22日 22時 - 1時[注 30]
- しし座流星群
  - 放送日 2013年11月17日 - 18日 22時 - 0時20分頃[注 31]
- ふたご座流星群
  - 放送日 2013年12月13日 - 14日 22時 - 0時[注 32]
- しぶんぎ座流星群
  - 放送日 2014年1月3日[注 33]

#### 2014-15シーズン
- こと座流星群
  - 放送日2014年4月22日-23日　22時　-　1時頃
- ペルセウス座流星群
  - 放送日 2014年8月12日 23時 - 01時[注 34]
- ふたご座流星群
  - 放送日 2014年12月14日 21時 - 23時[注 35]
- しぶんぎ座流星群
  - 放送日 2015年1月3日 23時 - 01時[注 36]

#### 2015-16シーズン
- こと座流星群
  - 放送日 2015年4月22日 23時 - 01時[注 37]
- ペルセウス座流星群
  - 放送日 2015年8月13日 22時 - 00時[注 38]
- オリオン座流星群
  - 放送日 2015年10月21日 23時 - 01時[注 39]
- ふたご座流星群
  - 放送日 2015年12月14日 23時 - 01時[注 40]
- しぶんぎ座流星群
  - 放送日 2016年1月4日 23時 - 01時[注 41]

#### 2016-17シーズン
- ペルセウス座流星群
  - 放送日 2016年8月12日 22時 - 00時[注 42]
- おうし座流星群
  - 放送日 2016年11月6日 23時 - 01時[注 43]
- ふたご座流星群
  - 放送日 2016年12月13日 23時 - 01時[注 44]

#### 2017-18シーズン
- こと座流星群
  - 放送日 2017年4月22日 22時 - 00時[注 45]
- みずがめ座流星群
  - 放送日 2017年5月6日 01時 - 03時30分[注 46]
- ペルセウス座流星群
  - 放送日 2017年8月12日 21時 - 23時[注 47]
- ふたご座流星群
  - 放送日 2017年12月15日 23時 - 01時[注 48]
- しぶんぎ座流星群
  - 放送日 2018年1月3日 23時 - 01時[注 49]

#### 2018-19シーズン
- ペルセウス座流星群
  - 放送日 2018年8月13日 22時 - 00時
- ふたご座流星群
  - 放送日 2018年12月13日 23時 - 01時

#### 流星群以外での天体現象における中継
- 金環日食
  - 放送日 2012年5月21日 6時 - 9時
- 金星食
  - 放送日 2012年8月14日 2時 - 4時

## 中継地点とリポーター
- 2010年10月の中継より[注 50]、流星を撮影する社員などに対し、各々の特徴などを生かした名前が付けられ、特別番組内や中継を繋ぐ際に呼びかける際には本名とは別の名前で呼ばれた。例として、森田清輝weathernews取締役は、身体の大きさからプロレスラーのジャンボ鶴田をもじって「ジャンボ森田」、2009年10月から2010年の間の流星中継特別番組の際、気象解説者として出演した今田佐和子は、プロテニスプレイヤークルム伊達公子をもじって、「クルム今田佐和子」などと、有名・著名人の芸名などをもじって付けられる。2012年11月のしし座流星群中継より映画スター・ウォーズのオープニングをモチーフにした番宣ムービーが制作されるようになり、一部の中継員は同作品のキャラクターをもじった呼び名が付けられている。

独自コーナー
- ペルセウス座流星群（2009年8月12日 - 13日）[10]
  - 九十九里浜（千葉県） - いそやん（磯谷英志）

weathernews LiVE
- オリオン座流星群（2009年10月27日 - 28日）[10]
  - 成田山（千葉県成田市） - ムラタP（村田泰謁）
  - 東伊豆町（静岡県） - いそやん
  - 富士山 - ネゴ+α（根来武志）
  - 八ヶ岳 - 佐川（佐川玄輝）
- しし座流星群（2009年11月17日 - 18日）[10]
  - 銀河の森天文台（北海道足寄郡陸別町） - ゴッドハンド西（西祐一郎）
  - 富士山 - ネゴ+α
  - 美星天文台（岡山県井原市） - まさ〜る（喜田勝）
  - 室戸岬（高知県室戸市） - かんたろう（福嶋貫太郎）
  - 諫早市（長崎県） - ライトマン（穴見弘則）
  - 鹿屋市（鹿児島県） - まっちー（町田修一）
  - 喜屋武岬（沖縄県糸満市） - いそやん
- ふたご座流星群（2009年12月14日 - 15日）[10]
  - 銀河の森天文台（北海道足寄郡陸別町） - NIWA（丹羽祐久）
  - 小岩井農場まきばの天文館（岩手県岩手郡雫石町） - ネゴ+α
  - 花立山天文台（美スター。茨城県常陸大宮市） - いそやん
  - 旭高原元気村（愛知県豊田市） - まっちー
  - 大塔コスミックパーク星のくに（奈良県五條市） - まさ〜る
  - 西土佐村天体観測所（高知県四万十市） - かんたろう
  - たちばな天文台（宮崎県都城市） - ライトマン
- しぶんぎ座流星群（2010年1月3日 - 4日）[10]
  - 銀河の森天文台（北海道足寄郡陸別町）- NIWA
  - 小岩井農場まきばの天文館（岩手県岩手郡雫石町） - ネゴ+α
  - ふれあいの丘天文館（栃木県大田原市） - ゴッドハンド西
  - 月光天文台（静岡県田方郡函南町） - いそやん
  - かわべ天文公園（和歌山県日高郡日高川町） - まさ〜る
  - 西土佐ふれあいホール（高知県四万十市） - かんたろう
  - たちばな天文台（宮崎県都城市） - ライトマン

SOLiVE スター
- ペルセウス座流星群（2010年8月12日 - 13日）[2]
  - 小岩井農場（岩手県岩手郡雫石町） - ネゴ+α
  - ぐんま天文台（群馬県吾妻郡高山村） - 徳丸ビーム（徳丸友紀）[注 51][注 52]
  - 八ヶ岳自然文化園（長野県諏訪郡原村） - いそやん
  - 綾部市天文舘（京都府綾部市） - NIWA
  - 美星天文台（岡山県井原市）- かんたろう
  - たちばな天文台（宮崎県都城市） - ライトマン[注 53]
  - 船橋埠頭（千葉県船橋市）- 三枝師匠（三枝茂）
- オリオン座流星群（2010年10月21日 - 22日）[4]
  - 銀河の森天文台（北海道足寄郡陸別町） - ジャンボ森田（森田清輝）[注 52]
  - 小岩井農場まきばの天文館（岩手県岩手郡雫石町） - ネゴ+α
  - 上越清里星のふるさと館（新潟県上越市） - いそやん
  - SHIRASE（千葉県船橋市） - 三枝師匠
  - 綾部市天文館（京都府綾部市） - Dr.シトラス（原山洋平）[注 52]
  - 美星天文台（岡山県井原市） - かんたろう
  - コスモス花宇宙館（長崎県諫早市）- ライトマン
- しし座流星群（2010年11月17日 - 18日）[6]
  - 銀河の森天文台（北海道足寄郡陸別町） - ジャンボ森田
  - 小岩井農場まきばの天文館（岩手県岩手郡雫石町） - NEGO[注 54]
  - 八ヶ岳自然文化園（長野県諏訪郡原村） - いそやん
  - SHIRASE（千葉県船橋市）- Dr.GENKI（佐川玄輝）[注 52]
  - 大塔コスミックパーク星のくに（奈良県五條市） - Dr.シトラス
  - 美星天文台（岡山県井原市） - かんたろう
  - 南阿蘇ルナ天文台（熊本県阿蘇郡南阿蘇村）- ライトマン
- ふたご座流星群（2010年12月14日 - 15日）[13]
  - 銀河の森天文台（北海道足寄郡陸別町） - NIWA
  - 小岩井農場まきばの天文館（岩手県岩手郡雫石町） - NEGO
  - SHIRASE（千葉県船橋市） - クルム今田佐和子（今田佐和子）とゆかいな仲間たち[注 52]
  - 八ヶ岳自然文化園（長野県諏訪郡原村） - いそやん
  - 大塔コスミックパーク星のくに（奈良県五條市） - Dr.シトラス[注 55]
  - 美星天文台（岡山県井原市） - かんたろう
  - たちばな天文台（宮崎県都城市） - ライトマン
- しぶんぎ座流星群（2011年1月3日 - 4日）[注 5]
  - 銀河の森天文台（北海道足寄郡陸別町） - NIWA
  - 小岩井農場まきばの天文館（岩手県岩手郡雫石町） - NEGO
  - 八ヶ岳自然文化園（長野県諏訪郡原村） - いそやん
  - 美星天文台（岡山県井原市） - かんたろう
  - 韓国・ソウル - コチュ・ジャン（ジャン・キョンミン）[注 52]
  - 中国・上海 - ダースベイダイ（李北大）[注 52]
  - 台湾・宜蘭 - ピーター・アーツー（アーツー・チャン）[注 52][注 56]
- ペルセウス座流星群（2011年8月12日 - 13日）[8]
  - 銀河の森天文台（北海道足寄郡陸別町） - ゴッドハンド西
  - 小岩井農場まきばの天文館（岩手県岩手郡雫石町） - NEGO
  - SHIRASE（千葉県船橋市） - 三枝師匠
  - 八ヶ岳自然文化園（長野県諏訪郡原村） - いそやん
  - 綾部市天文舘（京都府綾部市） - おにぃ（佐伯拓也）[注 52]
  - 美星天文台（岡山県井原市） - かんたろう
  - たちばな天文台（宮崎県都城市） - NIWA
- オリオン座流星群（2011年10月21日 - 22日）[9]
  - 銀河の森天文台（北海道足寄郡陸別町） - NIWA
  - 小岩井農場まきばの天文館（岩手県岩手郡雫石町） - NEGO
  - SHIRASE（千葉県船橋市） - 宇野沢スペシャル（宇野沢達也）[注 52]
  - 胎内自然天文館（新潟県胎内市） - いそやん
  - 綾部市天文舘（京都府綾部市） - おにぃ
  - 美星天文台（岡山県井原市） - かんたろう
  - たちばな天文台（宮崎県都城市） - MC HAMA（浜俊一）[注 52]
- しし座流星群（2011年11月17日 - 18日）
  - 銀河の森天文台（北海道足寄郡陸別町） - マティス梓澤（梓澤杏子）[注 52]
  - 小岩井農場まきばの天文館（岩手県岩手郡雫石町） - NEGO
  - SHIRASE（千葉県船橋市） - シルベスダ・須田ローン（須田浩子）[注 52]
  - 胎内自然天文館（新潟県胎内市） - いそやん
  - 八ヶ岳自然文化園（長野県諏訪郡原村） - みけんくん（小澤綾）[注 52]
  - 綾部市天文舘（京都府綾部市） - トクマルマン2[注 52]
  - 美星天文台（岡山県井原市） - かんたろう
- ふたご座流星群（2011年12月14日 - 15日）
  - 小岩井農場まきばの天文館（岩手県岩手郡雫石町） - NEGO（次男）
  - ふれあいの丘天文館（栃木県大田原市） - スダン・ハンセン（須田浩子）[注 52]
  - 花立山天文台（美スター。茨城県常陸大宮市） - ラッシャー喜田（喜田勝）[注 52]
  - 八ヶ岳自然文化園（長野県諏訪郡原村） - いそやん（長男）
  - かわべ天文公園（和歌山県日高郡日高川町） - The Power of Dreams 本田（本田竜也）[注 52]
  - 美星天文台（岡山県井原市） - かんたろう（三男）
  - たちばな天文台（宮崎県都城市） - ジャンボ森田[注 52]
- しぶんぎ座流星群（2012年1月3日 - 4日）
  - 銀河の森天文台（北海道足寄郡陸別町） - SHIFT the FUTURE NISHISAN
  - 小岩井農場まきばの天文館（岩手県岩手郡雫石町） - NEGO
  - 花立山天文台（美スター。茨城県常陸大宮市） - スダン・ハンセン
  - 八ヶ岳自然文化園（長野県諏訪郡原村） - いそやん
  - かわべ天文公園（和歌山県日高郡日高川町） - 新春 宇野沢SPECIAL
  - 西土佐ふれあいホール（高知県四万十市） - かんたろう
  - たちばな天文台（宮崎県都城市） - ジャンボ森田
- ペルセウス座流星群（2012年8月12日）
  - 銀河の森天文台（北海道足寄郡陸別町） - ワライヤ・キャトゥー（加藤雄介）[注 52]
  - 小岩井農場まきばの天文館（岩手県岩手郡雫石町） - NEGO
  - SHIRASE（千葉県船橋市） - おっちゃん（鈴木俊之）[注 52]
  - 八ヶ岳自然文化園（長野県諏訪郡原村） - いそやん
  - かわべ天文公園（和歌山県日高郡日高川町） - え～やんウーマン（金岡真由）[注 52]
  - 美星天文台（岡山県井原市） - かんたろう
  - たちばな天文台（宮崎県都城市） - ファイティング原田（原田健成）[注 52]
- オリオン座流星群（2012年10月21日 - 22日）
  - 銀河の森天文台（北海道足寄郡陸別町） - ガンキャトゥー（加藤雄介）[注 52]
  - 小岩井農場まきばの天文館（岩手県岩手郡雫石町） - NEGO
  - SHIRASE（千葉県船橋市） - ホワイトベースダ（須田浩子）[注 52]
  - 八ヶ岳自然文化園（長野県諏訪郡原村） - ガンDam（水口勝博）[注 52]
  - 美星天文台（岡山県井原市） - かんたろう
  - たちばな天文台（宮崎県都城市） - マッチールダさん（町田修一）[注 52]
  - 韓国・ソウル - いそやん
- しし座流星群（2012年11月17日 - 18日）
  - 羊ヶ丘展望台（北海道札幌市豊平区） - NEGO
  - 小岩井農場まきばの天文館（岩手県岩手郡雫石町） - かんたろう
  - SHIRASE（千葉県船橋市） - ヨダ（依田司）[注 52]
  - 大塔コスミックパーク星のくに（奈良県五條市）- アナキン・スダウォーカー
  - 西土佐ふれあいホール（高知県四万十市） - クウィーン・え～やん
  - たちばな天文台（宮崎県都城市） - C-3PO Type M（町田修一）[注 52]
  - 世宗天文台（韓国 京畿道広州市） - いそやん[注 57]
- ふたご座流星群（2012年12月13日 - 14日）
  - 銀河の森天文台（北海道足寄郡陸別町） - アーツD2（リン・アーツー）[注 52]
  - 小岩井農場まきばの天文館（岩手県岩手郡雫石町） - NEGO
  - ふれあいの丘天文館（栃木県大田原市） - ケーバッカ（鈴木俊之）[注 52]
  - 八ヶ岳自然文化園（長野県諏訪郡原村） - いそやん
  - 大塔コスミックパーク星のくに（奈良県五條市）- アナキン・スダウォーカー
  - 美星天文台（岡山県井原市） - クウィーン・え～やん
  - たちばな天文台（宮崎県都城市） - C-3PO Type M
- しぶんぎ座流星群（2013年1月3日 - 4日）
  - 銀河の森天文台（北海道足寄郡陸別町） - かんたろう
  - 小岩井農場まきばの天文館（岩手県岩手郡雫石町） - NEGO
  - ふれあいの丘天文館（栃木県大田原市） - ケーバッカ
  - 八ヶ岳自然文化園（長野県諏訪郡原村） - いそやん
  - 大塔コスミックパーク星のくに（奈良県五條市）- アナキン・スダウォーカー
  - 西土佐ふれあいホール（高知県四万十市） - アーツD2
  - たちばな天文台（宮崎県都城市） - C-3PO Type M
- ペルセウス座流星群（2013年8月12日 - 13日）
  - 銀河の森天文台（北海道足寄郡陸別町） - ニワイケル・ジャクソン
  - 小岩井農場まきばの天文館（岩手県岩手郡雫石町） - モハメド・モリ
  - ふれあいの丘天文館（栃木県大田原市） - スティーブン・マサール
  - 八ヶ岳自然文化園（長野県諏訪郡原村） - いそやん
  - 大塔コスミックパーク星のくに（奈良県五條市）- レディー・スダ
  - 美星天文台（岡山県井原市） - ジョニー・デッブ
  - たちばな天文台（宮崎県都城市） - NEGO
- オリオン座流星群（2013年10月21日 - 22日）
  - なよろ市立天文台きたすばる（北海道名寄市） - ニワイケル・ジャクソン
  - 秋田大学天文館（秋田県秋田市） - モハメド・モリ
  - 国立天文台三鷹キャンパス（東京都三鷹市） - いそやん
  - 野辺山宇宙電波観測所（長野県南佐久郡南牧村） - NEGO
  - 大塔コスミックパーク星のくに（奈良県五條市）- フローレンスダ・ジョイナー
  - 美星天文台（岡山県井原市） - かんたろう
  - たちばな天文台（宮崎県都城市） - 鳥人・デブか!?
- しし座流星群（2013年11月17日 - 18日）
  - なよろ市立天文台きたすばる（北海道名寄市） - ハイエナ野口
  - 水沢VLBI観測所（岩手県奥州市） - ミーアキャット水口
  - ユメソラ天文台（千葉県千葉市幕張） - いそやん
  - 野辺山宇宙電波観測所（長野県南佐久郡南牧村） - NEGO
  - 大塔コスミックパーク星のくに（奈良県五條市）- ジャガー須田
  - 阿南市科学センター天文館（徳島県阿南市） - NIWA
  - たちばな天文台（宮崎県都城市） - ウガンダ井上
- ふたご座流星群（2013年12月14日 - 15日）
  - 帯広畜産大学（北海道帯広市） - ハラデター
  - 水沢VLBI観測所（岩手県奥州市） - 地球外生命体NIWA
  - ユメソラ天文台（千葉県千葉市幕張） - いそやん
  - 野辺山宇宙電波観測所（長野県南佐久郡南牧村） - RAMU
  - 大塔コスミックパーク星のくに（奈良県五條市）- マドモアゼル・スダーン
  - 阿南市科学センター天文館（徳島県阿南市） - モリタン星人
  - たちばな天文台（宮崎県都城市） - ウガンダ井上
- しぶんぎ座流星群（2014年1月2日 - 3日）
  - 帯広畜産大学（北海道帯広市） - ニワイケル・ジャクソン
  - 水沢VLBI観測所（岩手県奥州市） - RAMU
  - ユメソラ天文台（千葉県千葉市幕張） - いそやん
  - 野辺山宇宙電波観測所（長野県南佐久郡南牧村） - ジョニー・デッブ
  - 大塔コスミックパーク星のくに（奈良県五條市）- かんたろう
  - 阿南市科学センター天文館（徳島県阿南市） - モリタン星人
  - たちばな天文台（宮崎県都城市） - ウガンダ井上
- こと座流星群（2014年4月22日 - 23日）
  - なよろ市立天文台きたすばる（北海道名寄市） - リオネル・ニッシ
  - 秋田大学天文館（秋田県秋田市） - デブった・べっかむ
  - ユメソラ天文台（千葉県千葉市幕張） - いそやん
  - 野辺山宇宙電波観測所（長野県南佐久郡南牧村） - モリドーナ with 新ウェザーニュースキャスター(松雪彩花・藤岡茜)
  - 大塔コスミックパーク星のくに（奈良県五條市）- ラモスダ
  - 美星天文台（岡山県井原市） - NEGO
  - たちばな天文台（宮崎県都城市） - ほにゃらら井上
- きりん座流星群（2014年5月24日）
  - アイダホ州 - ほにゃらら井上
  - アーカンソー州 - ニワイケル・ジャクソン
- ペルセウス座流星群（2014年8月12日 - 13日）
  - なよろ市立天文台きたすばる（北海道名寄市） - いそやん
  - 小岩井農場まきばの天文館（岩手県岩手郡雫石町） - RAMU
  - ユメソラ天文台(千葉県千葉市幕張) - クリーミーNIWA
  - 八ヶ岳ロイヤルホテル（山梨県北杜市） - オールスダー
  - 綾部市天文館パオ（京都府綾部市）- ジャンボ森田
  - 美星天文台（岡山県井原市） - かんたろう
  - たちばな天文台（宮崎県都城市） - ◯◯井上
- オリオン座流星群（2014年10月21日 - 22日）
  - なよろ市立天文台きたすばる（北海道名寄市） - クリーミーNIWA
  - 星の村天文台 (福島県田村市) - かんたろうイエロー
  - SHIRASE（千葉県船橋市） - いそやんレッド
  - 八ヶ岳ロイヤルホテル（山梨県北杜市） - 宇野沢ディーブレッド
  - 阿南市科学センター（徳島県阿南市） - 須田茜(須田浩子・井田朱音・藤岡茜)
  - たちばな天文台（宮崎県都城市） - 青木ブルー
  - 沖縄県うるま市伊計島 - ブラック井上
- おうし座&しし座ダブル流星群（2014年11月17日 - 18日）
  - なよろ市立天文台きたすばる（北海道名寄市） - ニワトリ
  - SHIRASE（千葉県船橋市） - マンモスダ
  - 八ヶ岳ロイヤルホテル（山梨県北杜市） - NEGO
  - 美星天文台（岡山県井原市）- カンタウロス
  - 西土佐ふれあいホール（高知県四万十市） - 青麒麟
  - 長崎県五島市福江島 - ほにゃらら井上
  - たちばな天文台（宮崎県都城市） - いそやん
- ふたご座流星群（2014年12月14日）
  - 帯広畜産大学（北海道帯広市） - 有名な方の丹羽さん
  - SHIRASE（千葉県船橋市） - かんたろう
  - 大島温泉ホテル（東京都大島町） - いそやん
  - 八ヶ岳ロイヤルホテル（山梨県北杜市） - 根来武志
  - 大塔コスミックパーク星のくに（奈良県五條市）- 浩子、綺麗だよ!
  - 四万十天文台（高知県四万十市） - いぽりん
  - たちばな天文台（宮崎県都城市） - ほにゃらら井上
- しぶんぎ座流星群（2015年1月3日 - 4日）
  - 帯広畜産大学（北海道帯広市） - ゴッドハンド西
  - ふれあいの丘天文館（栃木県大田原市） - 根来武志
  - 八丈シーパークリゾート（東京都八丈町） - いそやん
  - 八ヶ岳ロイヤルホテル（山梨県北杜市） - 浩子、綺麗だよ!
  - 大塔コスミックパーク星のくに（奈良県五條市）- クリーミーNIWA
  - 四万十天文台（高知県四万十市） - いぽりん
  - たちばな天文台（宮崎県都城市） - ほにゃらら井上
- こと座流星群（2015年4月22日 - 23日）
  - なよろ市立天文館きたすばる（北海道名寄市） - クリーミーNIWA
  - 秋田大学教育学部天文台（秋田県秋田市） - 青木ブルー
  - ふれあいの丘天文館（栃木県大田原市） - 浩子、綺麗だよ!
  - 八ヶ岳ロイヤルホテル（山梨県北杜市） - 根来武志
  - 綾部市天文館パオ（京都都綾部市）- いそやん
  - 阿南市科学センター天文館（徳島県阿南市） - ジャンボ森田
  - たちばな天文台（宮崎県都城市） - ほにゃらら井上
- ペルセウス座流星群（2015年8月13日 - 14日）
  - なよろ市立天文館きたすばる（北海道名寄市） - 心の中のNIWA
  - 星と森のロマントピア天文台「銀河」（青森県弘前市） - ネゴラー
  - ユメソラ天文館Ⅱ（千葉県千葉市幕張） - すだ博 2015
  - 東京都八丈島 - いそやん
  - 阿南市科学センター天文館（徳島県阿南市） - かんたろう
  - たちばな天文台（宮崎県都城市） - もりたつ
  - 沖縄県南大東村 - 井上360°
- オリオン座流星群（2015年10月21日 - 22日）
  - なよろ市立天文台きたすばる（北海道名寄市） - NIWAンゴ
  - 星の村天文台 (福島県田村市) - 浩子、綺麗だよ!
  - ユメソラ天文台Ⅱ（千葉県千葉市幕張） - いそやん
  - 八ヶ岳ロイヤルホテル（山梨県北杜市） - NEGO郎丸
  - 綾部市天文館PAO (京都府綾部市) -  ジャンボ森田
  - 美星天文台（岡山県井原市） - ユーチューバー青木
  - たちばな天文台（宮崎県都城市） - ボンジュール井上
- ふたご座流星群（2015年12月14日 - 15日）
  - 帯広畜産大学（北海道帯広市） - ネゴロ・レン
  - 星と森ロマントピア天文台「銀河」（青森県弘前市） - いそやん
  - 星の村天文台 (福島県田村市) - モリ=タン・ケノービ
  - 八ヶ岳ロイヤルホテル（山梨県北杜市） - フォースダの覚醒
  - 大塔コスミックパーク星のくに（奈良県五條市）- プリンセス・ユカリ(白井ゆかり)
  - ネイティブシー奄美 (鹿児島県大島郡龍郷町) 井上・スカイウォーカー
  - 北京 - チョーバッカ
- しぶんぎ座流星群（2016年1月4日 - 5日）
  - 帯広畜産大学（北海道帯広市） - いそやん
  - 星の村天文台（福島県田村市） - ジャンボ森田
  - ユメソラ天文台Ⅱ (千葉県千葉市幕張） - キューティー須田
  - 東京都八丈島 - ネゴロ・レ・バンナ
  - 八ヶ岳ロイヤルホテル（山梨県北杜市） - レインボータワー高山選手(高山奈々)
  - リゾートホテル海辺の果樹園 (高知県香南市) - 井上好青年
  - 北京 - 趙州力
- ペルセウス座流星群（2016年8月13日 - 14日）
  - 帯広畜産大学（北海道帯広市） - 触れるNIWA
  - 星と森のロマントピア天文台「銀河」（青森県弘前市） - いそやん
  - 一番星ビレッジ（千葉県市原市） - ムラP
  - 八ヶ岳ロイヤルホテル - 看板娘さやか(畠山清香)
  - 星の観察館「満天星」(石川県鳳珠郡能登町) - かんたろう
  - さじアストロパーク（鳥取県鳥取市） - NEGO
  - たちばな天文台（宮崎県都城市） - もりたつ
  - 星のふるさと「星の文化館」 (福岡県八女市) - 井上ハート360°
- オリオン座流星群（2016年10月21日 - 22日）
  - 銀河の森天文台（北海道足寄郡陸別町） - ◯◯井上
  - 星の村天文台 (福島県田村市) - いそやん
  - 沖縄県喜屋武岬 - あいりん(山岸愛梨)
- おうし座流星群（2016年11月6日 - 7日）
  - 銀河の森天文台（北海道足寄郡陸別町） - ◯◯井上
  - 星の村天文台 (福島県田村市) - いそやん
  - 阿南市科学センター (徳島県阿南市) - NEGO
- ふたご座流星群（2016年12月13日 - 14日）
  - 銀河の森天文台（北海道足寄郡陸別町） -  ユーチューバー青木
  - 星の村天文台 (福島県田村市) - ニコ厨トサカ
  - 羽田空港周辺 - インスタニワグラム
  - 八ヶ岳ロイヤルホテル（山梨県北杜市） - FRESH! by NEGOma TV
  - たちばな天文台（宮崎県都城市） - Facebook かんたろう
  - カナンスローファーム (沖縄県国頭郡東村) - いそやん
  - 台湾嘉義県 - LINELIVER井上
- しぶんぎ座流星群（2017年1月3日 - 4日）
  - くしろ湿原パーク「憩の家かや沼」(北海道川上郡標茶町） -  ユーチューバー青木
  - 南三陸ホテル観洋 (宮城県本吉郡南三陸町) - Facebook かんたろう
  - 星の村天文台 (福島県田村市) - いそやん
  - ユメソラ天文台Ⅱ - LINELIVER井上
  - 八ヶ岳ロイヤルホテル（山梨県北杜市） - FRESH! by NEGOma TV
  - 阿南市科学センター (徳島県阿南市) - インスタニワグラム
  - たちばな天文台（宮崎県都城市） - ニコ厨トサカ
- こと座流星群（2017年4月22日 - 23日）
  - なよろ市立天文台きたすばる（北海道名寄市） - AOK48
  - 星の村天文台（福島県田村市） - 三代目 福嶋貫太郎
  - ふれあいの丘天文館（栃木県大田原市） - テイラー・スダフト
  - 八ヶ岳ロイヤルホテル（山梨県北杜市） - ネゴロマン
  - 大塔コスミックパーク星のくに（奈良県五條市）- スナップチャンコ
  - 美星天文台（岡山県井原市） - いそやん
  - 関崎海星館（大分県大分市） - 井上公務員
- みずがめ座η流星群(2017年5月6日)
  - 星の村天文台（福島県田村市） - あいりん(山岸愛梨)
  - 八ヶ岳ロイヤルホテル（山梨県北杜市） - NEGO
- ペルセウス座流星群(2017年8月12日) 
  - 綾部市天文館 (京都府綾部市) - 大型新人 リョウ
  - 美星天文台 (岡山県井原市) - いそやん
  - 阿南市科学センター (徳島県阿南市) - そら博実行委員長 森田清輝
  - 唐津ロイヤルホテル (佐賀県唐津市) - マダムキラーかんたろう
  - 山羊島ホテル (鹿児島県奄美市) - ネゴリアン
  - リフレッシュアイランド小浜 (沖縄県八重山郡竹富町) - マス井上
- ふたご座流星群（2017年12月15日 - 16日）
  - 銀河の森天文台（北海道足寄郡陸別町） -  マーベラス井上
  - 星の村天文台 (福島県田村市) - シュガーいそやん
  - ホテルウェルネス大和路（奈良県桜井市） - トミー・ヒットマン・ネーゴ
  - オーシャンフロント済井出（沖縄県名護市） - ロベルトかんたろう
- しぶんぎ座流星群（2018年1月3日 - 4日）
  - 中札内農村休暇村 フェーリエンドルフ (北海道河西郡中札内村) - ニワバッカ
  - 南三陸ホテル観洋 (宮城県本吉郡南三陸町) - カン・タロ
  - 八ヶ岳ロイヤルホテル（山梨県北杜市） - イソーダ
  - 西土佐ふれあいホール (高知県四万十市)  - イソキン・スカイウォーカー
- ペルセウス座流星群（2018年8月13日 - 14日）
  - 星と森のロマントピア天文台「銀河」（青森県弘前市） - ねごみみマスター(根来武志)
  - 南三陸ホテル観洋 (宮城県本吉郡南三陸町) - ばあちゃる井上
  - 富士山 - 富士青木
  - 大塔コスミックパーク「星のくに」(奈良県五條市)  - にわくん!オシャレになりたい!
  - さじアストロパーク（鳥取県鳥取市） - ヨメガアイ
  - ホテル&リゾーツ 佐賀 唐津 (佐賀県唐津市) - 磯夜月
  - たちばな天文台（宮崎県都城市） - バーチャルおじいちゃん(森田清輝)
- ふたご座流星群（2018年12月13日 - 14日）
  - 星の村天文台 (福島県田村市) - バーチャルおじいちゃん(森田清輝)
  - ホテル一宮シーサイドオーツカ(千葉県長生郡一宮町) - 電脳少女YouTuberネゴ
  - 富士山 - ミライイホリ
  - 伊勢志摩エバーグレイズ (三重県志摩市) - ヨメガアイ
  - かわべ天文公園 (和歌山県日高郡日高川町) - にわくん!オシャレになりたい!
  - 足摺テルメ (高知県土佐清水市) - ばあちゃる井上
  - たちばな天文台 (宮崎県都城市) - 磯夜月

## 備考
- この流星中継にあわせて、SOLiVE24としては異例の番宣CMを毎回制作・放映している。複数バージョン制作されることもあり、オリオン座流星群（2010年）の際は英語・韓国語・中国語版のCMを、しし座流星群（2010年）とふたご座流星群（2010年）、しぶんぎ座流星群（2011年）の際は英語版のCMを制作した[注 58]。もう1つは当番組放送開始時まで、名前が伏せられている社員を除く、流星中継参加者が中継に対する意気込みを語るバージョンである[注 59]。ちなみに、ウェザーニューズ取締役でオリオン座流星群としし座流星群（共に2010年）の流星中継に参加した事がある森田清輝はしし座流星群（2010年）版のCM（外国語版）を視聴して、「こういう意欲をもっと別な所に力を回してもいいのでは」と苦笑していた[注 60]。なお、SOLiVE スターの番宣CMは番組本編と併せて、YouTubeにて視聴できる。
- weathernews LiVE時代からの流星観測中継地点の一つである、小岩井農場から毎回、自社またはグループ会社の小岩井乳業（キリンホールディングス系列）で製造された製品の差し入れがあり、番組内でも幕張スタジオの出演者が紹介・飲食する場面がある[注 61]。
- 2010年8月12日放送分は当初は8月12日 - 13日にピークを迎えるペルセウス座流星群の模様を、全国7ヶ所（小岩井農場・ぐんま天文台・八ヶ岳自然文化園・綾部市天文館パオ・美星天文台・たちばな天文台・船橋埠頭）から生中継する予定だったが、放送当日に台風4号が日本列島に接近・一時上陸したことに伴い、SOLiVE24での放送を中止して、Cスタジオ（ソラスタ）から喜田勝予報士の進行で台風に関する最新情報と振り返りを行った[1][2][注 62]。
- 2010年10月21日放送分は当初は10月21日 - 22日にピークを迎えるオリオン座流星群の模様を、全国7ヶ所（銀河の森天文台・小岩井農場・上越清里星のふるさと館・SHIRASE・綾部市天文館パオ・美星天文台・コスモス花宇宙館）から生中継する予定だったが、放送数日前から鹿児島県・奄美大島で大雨（奄美豪雨）が降った事に伴い、SOLiVE24での放送を中止して、Cスタジオ（ソラスタ）から喜田勝予報士の進行で大雨に関する最新情報と振り返りを行った[3][4][注 62]。
  - なお、流星中継に関してはペルセウス座流星群・オリオン座流星群（2010年）共に、ウェザーニューズの特設サイト（のみ）での配信（放送）。台風・大雨に関する特別番組の中でもサイトへのアクセス方法などを随時紹介した。
  - オリオン座流星群（2010年）に関しては2010年10月24日深夜（25日未明）1時 - 3時に放送した、『SOLiVE24 Archives』にて、再放送を実施する処置も行った。
- しし座流星群（2010年）中継の番組終了後に、予報センターからの全国気象情報とインターバルを挟んで、2010年11月17日深夜（18日未明）1時45分 - 4時[注 63] に『SOLiVE スター プレイバック』として、（急遽）再放送を行った[注 64]（その為、『SOLiVE Asia』・『SOLiVE ミッドナイト[注 65]』は休止した）。
- Yahoo!ニュースで当番組の紹介ネット記事が掲載された影響もあり、しし座流星群（2010年）中継の視聴者数（ネットのみ）がSOLiVE24放送開始以来過去最高となる、10,000人を超えた事が明らかとなった[注 17]。
  - その一方で、ウェザーニューズやSOLiVE24へのアクセスが殺到する事により、サーバーがダウンするなどの事態が発生した事がある。しし座流星群（2010年）中継時はウェザーニューズの特設サイトで不具合が発生。ふたご座流星群（2010年）中継時はパソコン向け番組閲覧ソフト「ソラマド」のチャット機能「SORA CHAT」に不具合が断続的に発生した為、流星中継放送終了後の当日深夜に放送される、『weathernews LiVE』の中で石橋とウェザーニューズ IT開発リーダーの西祐一郎が謝罪した[注 17][注 66]。
- 2011年1月のしぶんぎ座流星群7元中継より、SOLiVE24ch.（インターネット及びBS910ch.データ放送）とソラマドアプリでは、放送中に天気予報を行わない代替として、終始ロールスーパーを表示。尚、これ以降もロールスーパー表示を実施したが、ロールスーパーに流星が被る可能性があるなどの事態が発生し兼ねない為、2011年8月の中継より終始表示を取り止め、冒頭などの中継中以外のみで表示を行う事に変更した。
- 流星中継の参加者は流星中継放送終了後の当日ないし翌日深夜に放送される、『weathernews LiVE』→『SOLiVE ナイト』のゲストゾーンに出演し、流星中継の振り返りを行う事が恒例となっていたが[注 67][注 68]、ゲストゾーンのコーナーは2012年9月22日で終了し、2012年10月のオリオン座流星群振り返り以降は、山岸が担当となる水曜『SOLiVE ナイト』内に充てられる。